# Massif d'Izarraitz
Le massif d'Izarraitz se situe dans la province du Guipuscoa, dans les Montagnes basques.

## Sommets
- Erlo, 1 030 m 43° 12′ 24″ nord, 2° 16′ 50″ ouest
- Eskorta, 1 009 m 43° 12′ 26″ nord, 2° 17′ 00″ ouest
- Kakueta, 927 m 43° 11′ 59″ nord, 2° 18′ 09″ ouest
- Xoxote, 912 m 43° 12′ 00″ nord, 2° 17′ 12″ ouest
- Aizpeltzeko Gaña, 890 m 43° 12′ 17″ nord, 2° 18′ 48″ ouest
- Putreaitzeko Gaña, 887 m 43° 12′ 10″ nord, 2° 18′ 34″ ouest
- Gaztelu, 778 m 43° 12′ 38″ nord, 2° 19′ 01″ ouest
- Sesiarte, 758 m 43° 13′ 45″ nord, 2° 18′ 23″ ouest
- Agirao, 739 m 43° 14′ 04″ nord, 2° 18′ 37″ ouest
- Atxurigain, 731 m 43° 13′ 12″ nord, 2° 19′ 59″ ouest
- Ondarrugaña, 727 m 43° 12′ 54″ nord, 2° 19′ 35″ ouest
- Aittolako Punta, 679 m 43° 13′ 21″ nord, 2° 18′ 15″ ouest
- Azkarate, 664 m 43° 12′ 41″ nord, 2° 21′ 34″ ouest
- Otaerre, 663 m 43° 14′ 07″ nord, 2° 20′ 11″ ouest
- Aittolako Gurutzea, 645 m 43° 12′ 56″ nord, 2° 18′ 45″ ouest
- Urnobieta, 644 m 43° 13′ 05″ nord, 2° 21′ 28″ ouest
- Gaintxipia, 626 m 43° 14′ 38″ nord, 2° 21′ 01″ ouest
- Elordi, 616 m 43° 14′ 18″ nord, 2° 20′ 00″ ouest
- Andutz, 613 m 43° 15′ 58″ nord, 2° 19′ 15″ ouest
- Saltsamendi, 590 m 43° 15′ 27″ nord, 2° 19′ 10″ ouest
- Garaluz, 575 m 43° 15′ 09″ nord, 2° 21′ 46″ ouest
- Urkulu, 544 m 43° 14′ 31″ nord, 2° 19′ 47″ ouest
- Lizarreta, 537 m 43° 15′ 53″ nord, 2° 20′ 37″ ouest
- Gaztelu, 533 m 43° 14′ 44″ nord, 2° 19′ 59″ ouest
- Sosote, 519 m 43° 15′ 27″ nord, 2° 21′ 54″ ouest
- Txorobillar, 480 m 43° 16′ 23″ nord, 2° 19′ 10″ ouest
- Arbil, 434 m 43° 16′ 12″ nord, 2° 21′ 16″ ouest
- Endoia, 429 m 43° 14′ 43″ nord, 2° 16′ 18″ ouest